# Напад на Перл-Гарбор
Напад на Перл-Гарбор (англ. Attack on Pearl Harbor) або Гавайська морська операція (яп. 布哇海戦, はわいかいせん) — раптовий комбінований напад японської палубної авіації авіаносного об'єднання віцеадмірала Тюїті Наґумо та японських карликових підводних човнів, що були доставлені до місця нападу підводними човнами Японського імператорського флоту, на американські військово-морську та повітряну бази, розташовані в околицях Перл-Гарбора на острові Оаху, Гавайські острови. Напад був здійснений рано-вранці 7 грудня 1941 року за місцевим часом і став початком війни на Тихому океані між Японією та США. Мета нападу на Перл-Гарбор — нейтралізація тихоокеанського флоту США для забезпечення свободи дій японської армії і флоту в Південно-Східній Азії.
Японське військове командування називало напад «Гавайською операцією» та «Операцією AI», а під час планування — «Операцією Z».

## Передісторія
Відповісти точно на питання про причини трагедії Перл-Гарбора неможливо. Більшість американських істориків наголошує на раптовості й «підступності» японського нападу. Насправді у складній міжнародній ситуації 1930-х років США намагалися всіма силами зберегти мир на Тихому океані й не допустити загострення відносин з Японією. Робилось це не тільки і не стільки з міркувань миролюбності. Просто американське командування збройними силами вважало, що їхня країна не готова до боротьби на два фронти в прийдешній світовій війні, і як пріоритетний обрало європейський напрям. Американці не тільки не втручались в японсько-китайську війну, але навіть не відреагували на знищення японськими літаками американської канонерки «Пенаї», що приймала на борт співробітників посольства США, які евакуювалися (інцидент стався на річці Янцзи 12 грудня 1937 року).
Тривало постачання в Японію нафти і брухту; весною 1941 року конгресмен Дж. Кіфі навіть звинуватив уряд демократів у тому, що «озброюючи Японію, США стали її партнером по агресії».
17 серпня 1941 року президент Рузвельт заявив, що якщо Японія здійснюватиме подальші дії зі встановлення панування над сусідніми країнами за допомогою сили або загрози силою, то США змушені будуть вжити всіх можливих заходів для охорони своїх законних прав та інтересів.
16 жовтня 1941 року уряд Коное, який виступав проти війни зі США і робив відчайдушні, але невдалі спроби домовитися з американцями про розподіл сфер впливу, пішов у відставку, і новий прем'єр-міністр (57-річний генерал Тодзіо) віддав наказ готуватися до нападу на Перл-Гарбор. Японському послу в Вашингтоні була передана директива, згідно з якою встановлювався граничний строк перемовин зі США — 25 листопада 1941 року. Після цієї дати переговори варто було продовжувати лише з метою маскування справжніх намірів Японії. Але навіть у таких форс-мажорних обставинах міністерство закордонних справ Японії 20 листопада 1941 року спробувало досягнути угоди зі США: японський посол Номура запропонував уряду Рузвельта досить м'який проєкт мирного договору: сторони мали б узяти на себе зобов'язання не просувати своїх сил у будь-які райони Південно-Східної Азії й південної частини Тихого океану (за винятком Індонезії, де вже перебували японські війська). Японія обіцяла вивести свої війська з Індокитаю після підписання миру з Китаєм. Натомість США мали б відновити торгові стосунки з Японією й поставляти їй необхідну кількість нафти. Відповідь США була неочікувано жорсткою: від Японії вимагалось добровільно відмовитись від усіх завоювань і відновити стан справ на 18 вересня 1931 року. Ця нота отримала назву Програми десяти пунктів; японською стороною вона була розцінена як ультиматум.
2 грудня японський уряд запросив у союзних їй Німеччини й Італії формальні зобов'язання щодо спільної з Японією війни проти США. У відповідь Муссоліні в характерному для нього зверхньому стилі заявив, що японсько-американська війна неминуча «зважаючи на тупоголовість Сполучених Штатів і підступну натуру президента Рузвельта»; Ріббентроп же просто передав до Токіо (4 грудня 1941 року) текст німецько-італо-японської угоди про спільне ведення війни й про відмову від сепаратного миру.
Зарозумілий тон, взятий американськими дипломатами на переговорах з Японією, також пояснювався впевненістю вищого керівництва й командування флотом США в тому, що 1941 року головні зусилля Японії будуть спрямовані проти Приморських областей СРСР. До 7 грудня 1941 року керівник розвідки Тихоокеанського флоту Лейтон отримав 50 повідомлень із різних джерел, що японці без сумніву вже наступного тижня нападуть на СРСР. Американська розвідка доповідала: у розпорядженні Японії перебуває 51 дивізія; з них 21 розташовувалась у Китаї, 13 — у Маньчжурії, 7 — у метрополії. Таким чином, для війни з Великою Британією і США Японія могла задіяти лише 11 дивізій[джерело?]. Виходячи з цих даних, військові аналітики прогнозували японську агресію проти СРСР, вважаючи малоймовірним напад на британські колонії й США.
В Японії справді була досить впливова партія, яка вимагала нападу на Радянський Союз. Представниками цієї партії були деякі високі чини в командуванні сухопутними силами Японії. Але керівництво військово-морським флотом наполягало на здійсненні удару в південному напрямку. Відносини між армією й флотом загострилися настільки, що в штабі сухопутних військ стали відкрито говорити, що флот — мало не головний ворог країни. Окремі армійські офіцери навіть висловлювали готовність розправитися зі зрадниками. Весною 1939 року командування флоту мусило встановити кулемети в будівлі морського Міністерства, яке відтоді охороняв батальйон морської піхоти.
Оскільки за кількістю військових кораблів Японія значно поступалася США, японське морське командування зробило ставку на якісну перевагу. На початок війни в складі японського флоту перебували не лише найсучасніші лінкори, а й шість найкращих у світі авіаносців.
Тихоокеанський флот США створено 1919 року. Зазвичай він базувався в Каліфорнії, лише періодично висуваючись до Гавайських островів. Проте через складну міжнародну ситуацію 7 травня 1940 року Тихоокеанський флот отримав офіційне призначення залишитися в Перл-Гарборі на невизначений час.
Стратегічні переваги від розміщення американського флоту на Гавайських островах були очевидними й визнавались навіть японцями. Адмірал Сігеру Фукудоме казав: «Доки американський флот залишався на Гаваях, складалася стратегічна ситуація більш напружена і загрозлива для Японії, ніж тоді, коли флот був на базах на Тихоокеанському узбережжі США».
Керівники військово-морського міністерства чудово розуміли, що, поки на Гавайських островах розташовується потужний Тихоокеанський флот США, дії армії й флоту їхньої країни у Південних морях будуть перебувати під постійною загрозою удару з флангу. Тому головнокомандувач Об'єднаним флотом Японії адмірал Ісороку Ямамото (учасник Цусімської битви, під час якої він втратив два пальці лівої руки) запропонував одночасно з наступом на південь завдати удару з повітря по Перл-Гарбору.

## Погіршення стосунків між Токіо і Вашингтоном
Японські завоювання в Східній Азії загрожують американським інтересам, і Вашингтон втручається проти Японії, не йдучи до збройного протистояння. Таким чином, Вашингтонський договір 1922 року обмежує тоннаж японського військового флоту у світі до третього рангу. У відповідь на міжнародний дипломатичний тиск після вторгнення в Маньчжурію Токіо вирішив залишити Лігу Націй у 1933 році. У період з 1935 по 1937 роки США обрали невтручання, оприлюднюючи низку законів про нейтралітет.
Японія підписала Антикомінтернівський пакт у 1936 році. У 1937 році президент Франклін Делано Рузвельт виголосив у Чикаго промову карантину, в якій він засуджує диктатури, включаючи японську. Наступного року в своїй промові про стан Союзу він запропонував збільшити військові витрати. У грудні 1937 року, на момент різанини в Нанкіні, японські літаки затопили американського канонерського човна «Панай» на Янцзи. Вашингтон отримав вибачення, але напруга між двома країнами швидко зростала. У 1939 році американський уряд закінчив торговий договір, підписаний у 1911 році, прелюдію до комерційного ембарго.
У 1940 році Імперія приєдналася до сил осі, підписавши тристоронній пакт. Того ж року Імператорський генеральний штаб, скориставшись поразкою Франції та ослабленням Сполученого Королівства, дозволив створити військові бази у Французькому Індокитаї. Відразу після того, як угода, укладена 22 вересня, з губернатором Французького Індокитаю, Японія розпочинає наступ на Lang Son і бомбардує Гейфонг.
1941 рік — це рік підйому між двома країнами: у травні 1941 року Вашингтон підтримував Китай за рахунок надання оренди. Після відмови Японії вийти з Індокитаю та Китаю, за винятком Манчукуо, США, Великобританія та Нідерланди постановили з 26 липня 1941 р. повне ембарго на нафту та сталь, а також замороження японських активів на американській землі. Через п'ять місяців поставки нафти в Японію зменшуються на 90 %. Японський уряд, наляканий думкою, що рано чи пізно країна опиниться повністю позбавленою цих дорогоцінних ресурсів, розуміє, що він повинен швидко знайти рішення, щоб вийти з тупика.
Імператорська конференція, що відбулася 6 вересня 1941 року, вирішує, що війна буде проведена проти США та Великобританії, якщо домовленість не буде знайдена з Вашингтоном в короткий проміжок часу. Цей компроміс відображає дві течії, які виступають одна проти одної в японському уряді. Фумімаро Коно, тодішній прем'єр-міністр Японії, займає позицію на стороні переговорів зі Сполученими Штатами і, принаймні, сподівається, миру. Підтриманий серед інших імператором, він намагався зустрітися з президентом Рузвельтом на початку серпня з метою довести японську добросовісність, навіть якщо війна вибухне. З іншого боку, військові лідери, як Осамі Нагано, люто виступають проти всього, що може затримати негайний вступ Японії у війну. За їхніми підрахунками, чим раніше почнеться і швидше закінчиться війна, тим більші шанси в Японії на перемогу. Таким чином, це опозиція цих двох точок зору, що означає, що наприкінці імперської конференції 6 вересня обраний такий план: у захисників дипломатії є кілька тижнів, щоб спробувати переговори, поки продовжують підготовку до війни, після чого вона буде оголошена, що вже на цьому етапі, здається, є найбільш імовірним результатом. Таким чином, війна, ймовірно, але не обов'язково неминуча, і на цьому етапі відмовою японців від їх експансіоністської політики можна її уникнути.
Напад Перл-Гарбор — це не план, підготовлений спільно Німеччиною та Японією, а японська ініціатива, німці бачили тут свій інтерес. 16 жовтня прем'єр-міністр Японії Фумімаро Коно пішов у відставку зі своєї посади, зрозумівши, що «угода зі Сполученими Штатами щодо проблеми військ у Китаї — це єдине, що тепер може зупинити військову підготовку. Логіка очевидна. Лише новий уряд, який не буде пов'язаний з рішенням від 6 вересня, може зупинити імпульс до війни». Він також розуміє, що його ідеї не подобаються, і вважає за краще поступитися місцем військовому. Він погодився з генералом Тодзьо, який потім запропонував принца Нарухіко Хігашікуні, дядька імператора, щоб замінити його. Хірохіто відмовляється від цієї кандидатури, запропонованої військовими, і, скоріше, вибирає генерала Хідекі Тодзьо, прихильника війни, а також людини, відомої своєю вірністю імператору. Таким чином, попри своє особисте переконання, призначення Тодзьо може навпаки, виявитися останнім шансом на мир: "Людина обмежена, він пов'язаний з імператором почуттям покори та непохитного обов'язку. «Ми все ще лише люди; імператор божественний, зауважує він. Я завжди буду схилятися перед божественністю і величчю Його Високоповажності.» Після дискусії з імператором, який був стурбований ідеєю війни, Тодзьо погодився максимально сприяти переговорам, щоб уникнути війни та задовольнити свого суверена.
Однак прихід нового прем'єр-міністра не змінює дилеми, яка розгойдує уряд. На конференції зв'язку, яка триватиме з 23 жовтня по 1 листопада, варіанти чіткі. Японія може відмовитися від війни, погодившись таким чином стати третьосортною державою, або відмовитися від миру та розпочати війну, результат якої більш ніж невизначений, знаючи, що через два роки перемога стає неможливою через брак нафти та сталі. Таким чином, як пояснює історик Ієн Кершоу, "альтернатива — між миром посеред суворої економії у світі, де панує Америка, або війною з ймовірною поразкою, але захищаючи «національну честь». Незважаючи на досягнутий урядом компроміс, тобто підготовку до війни при продовженні переговорів, війна майже забезпечена. У цей час Сігенорі Тоґо, міністр закордонних справ, запропонував два плани переговорів, план А та план Б. Перший, як і поведінка Японії з початку справи, був позбавлений будь-яких реальних поступок. Сам Тоґо знав, що план А мав мало шансів переконати американців, і тому не очікував від нього багато чого. План Б, більш привабливий, може стати підставою для переговорів, хоча значна частина японського уряду не бажає компромісів, які він пропонує. Дійсно, він включає деякі поступки, серед іншого щодо Китаю, який є центром напруженості між Японією та Сполученими Штатами, однак він гарантує мир, хоча він може бути нетривалим. Таким чином, уряд Тодзьо був змушений прийняти план B.
Зі свого боку, американський держсекретар Корделл Халл, перехопивши інформацію про бажання Японії напасти на Сполучені Штати, більше не бажає знаходити з останніми спільну мову. Він відкидає план Б, який, на його думку, не передбачає достатніх поступок. Рузвельт, зі свого боку, завжди прагнув виграти час і не закривав двері для переговорів. Але, попри певну добру волю з боку президента, американський уряд, переконаний у недобросовісності японців, зрештою відмовився від запропонованих угод, які все ж могли працювати.
Поряд з провалом переговорів з США японці почали готуватися до нападу. 3 листопада адмірал Осамі Нагано детально пояснив Хірохіто остаточний варіант плану нападу на Перл-Гарбор. 5 листопада 1941 року імператор затвердив на імперській конференції оперативний план війни проти Сполучених Штатів, Сполученого Королівства та Нідерландів, запланованої на початок грудня. Того ж дня Імперський генеральний штаб виконав рішення, ухвалене на конференції, і наказав головнокомандувачу Об'єднаним флотом адміралу Ісороку Ямамото розпочати місію на Перл-Гарборі. Оскільки переговори зі Сполученими Штатами залишалися в глухому куті, Хірохіто на імперській конференції нарешті схвалив війну у Великій Східній Азії 1 грудня після того, як Нагано та міністр військово-морського флоту Сігетаро Сімада напередодні запевнили його щодо шансів на успіх заходу, спростувавши аргумент принца Нобухіто Такамацу, який вважає, що Імперський флот не зможе протриматися більше двох років проти Сполучених Штатів.

### Присутні сили
З 19 століття японська військова міць зміцнилася і значно модернізувалась. Щоб компенсувати зростання безробіття, спричинене Великою депресією, уряд збільшив замовлення на зброю. Різко зростають військові витрати. Загалом у 1941 році Японія мала близько п'ятнадцяти лінкорів, близько десяти авіаносців, 50 крейсерів, 110 есмінців, 80 підводних човнів і приблизно 1350 літаків. Перш за все, країна має 73 мільйони жителів. Якими керує патріотична гордість і дух жертовності. Японські військові впевнені в перевазі своєї армії; крім того, Токіо впевнений у підтримці Німеччини в разі американської контратаки.
У 1941 році Сполучені Штати не були готові вступити у війну. Безумовно, країна є великою (132 млн жителів) та індустріальною державою першого порядку. У 1941 році американські ВПС змогли вивести кілька тисяч літаків, але багато з них були застарілими. У 1940 році, порівняно з трьома мільйонами японських солдатів, армія Сполучених Штатів мала чисельну меншість (250 000 чоловік).
Перш за все, американська громадська думка не готова до війни. Пам'ять про Першу світову війну та американських солдатів, які загинули в Європі, все ще актуальна. Позики, взяті воюючими сторонами у Сполучених Штатів, не повернуті, і багато американців є ізоляціоністами. Президент Франклін Делано Рузвельт (1933—1945) не хотів відштовхувати американців німецького, італійського та японського походження. Комітет America First, впливова миролюбна група, також лобіює не допустити Сполучені Штати до війни.
У січні 1941 року Рузвельт пообіцяв Вінстону Черчіллю, що його країна спочатку втрутиться проти нацистської Німеччини, а не проти Японії. Щоб допомогти Сполученому Королівству в битві за Атлантику, з квітня по червень 1941 року три лінкори, авіаносець, чотири крейсери і дві флотилії міноносців були перекинуті з Тихого океану в Атлантику (тобто 20 % Тихоокеанського флоту), що залишає чисельну перевагу в районі японському флоту.

### База Перл-Гарбор
Перл-Гарбор — найбільша американська військово-морська база в Тихому океані. Він розташований на південному узбережжі острова Оаху Гавайського архіпелагу, в 15 км на захід від Гонолулу. Він відносно ізольований у Тихому океані, за 3500 км від Лос-Анджелеса та за 6500 км від Токіо. Острів Оаху є найбільш населеним з Гавайського архіпелагу і знаходиться на шляху до американських баз Гуам, Уейк і Мідвей. На початку Другої світової війни на Гаваях проживало від 140 000 до 180 000 японців.
База Перл-Гарбор простягається навколо мілководної гавані. Вхід до цієї гавані здійснюється через дуже вузький канал (шириною 400 метрів). Більшість військових кораблів стають на якір у гавані на схід і північ від острова Форд. Три знаходяться на заході (USS Utah, USS Raleigh і USS Curtiss). Бойові кораблі пришвартовані по два, з міркувань економії та браку місця.
Американський Тихоокеанський військовий флот, який тоді складався з бойових сил, розвідувальних сил, базових сил і амфібійних сил, мав у неділю, 7 грудня, 86 одиниць у базі: 28 есмінців, 9 крейсерів, 8 лінійних кораблів, 4 підводні човни, цільовий лінкор (USS Utah) і близько тридцяти допоміжних суден. Нарешті, на базі знаходяться 25 000 чоловік і близько 300 літаків і гідролітаків ВПС США та морської авіації на острові. Генерал Уолтер Шорт є командувачем сухопутних військ, тоді як Тихоокеанський флот знаходиться під командуванням адмірала Хасбенда Кіммела. Захист установок і ремонтних майстерень забезпечує DCA і берегова оборона, а також 35 B-1738.

## Стратегія і японські плани
Мета атаки — знищити американський флот, дислокований у Перл-Гарборі, щоб легко завоювати Південно-Східну Азію та острови Тихого океану. Мета полягає в тому, щоб змусити американські сили покинути Гаваї та відступити на бази в Каліфорнії. Необхідно було також перетворити на попіл доки, ремонтні майстерні та поле резервуарів палива для Тихоокеанського флоту, не забуваючи про аеродроми Уілер-Філд і Хікхем-Філд. Японія також хоче стерти приниження економічних санкцій, вжитих Вашингтоном. Підготовка до нападу була доручена головнокомандувачу флотом Ісороку Ямамото.

### Приготування до операції
Офіційно затверджений 5 листопада 1941 року Хірохіто план атаки на Перл-Гарбор був розроблений на початку 1941 року.
Цей план має подолати двоє труднощів. По-перше, відносна ізоляція Гаваїв робить неможливим використання звичайних військових кораблів. По-друге, мілководдя гавані Перл-Гарбор перешкоджає використанню звичайних торпед, які б вибухнули на морському дні, не досягнувши своєї мети.
Японська стратегія охоплює вирішальні елементи двох битв на морі: перша — несподіваний ефект японської атаки під проводом адмірала Хейхачіро Тоґо проти російського флоту в Порт-Артурі в лютому 1904 року; другий — це запуск кількох бомбардувальників-торпедоносців Fairey Swordfish з авіаносця ескадри під керівництвом британського адмірала Ендрю Каннінгема проти італійського флоту в битві при Таранто в листопаді 1940 р.. Таким чином, битва має бути вирішальною, згідно з принципом kantai kessen, що діє в японському флоті з початку століття.
У 1941 році адмірал Ісороку Ямамото послав японських експертів до Італії для збору інформації, яка дозволила б перенести цю стратегію на Тихий океан. Делегація повертається з інформацією про торпеди, які придумали інженери Каннінгема. На японські плани, безсумнівно, також вплинули плани американського адмірала Гаррі Ярнелла, який передбачав вторгнення на Гаваї. Під час військових навчань 7 лютого 1932 року останній підкреслив вразливість Оаху в разі повітряного нападу з північного заходу. Моделювання показало, що ворожі літаки можуть завдати серйозної шкоди і що ворожий флот, який залишиться далеко від узбережжя, буде непомітним протягом 24 годин. У Токійській військово-морській академії молоді офіцери знають, що "у випадку, якщо основна частина флоту противника дислокується в Перл-Гарборі, ідея повинна полягати в тому, щоб розпочати бойові дії раптовою повітряною атакою. «
Молодий офіцер Мінору Генда, розробник плану нападу на Перл-Гарбор.
Ямамото мав труднощі з тим, щоб його план атаки був прийнятий: наприклад, адмірал Нагано вважав захід особливо ризикованим. Ямамото покладався на Камето Куросіму, щоб отримати схвалення начальника штабу ВМС Садатосі Томіоки, супротивника Ямамото і підлеглого Нагано. Імператор не хоче раптового нападу без оголошення війни. Вагання Нагано пояснюється тим фактом, що в операції повинна була задіяти велику частину військово-морського флоту, який повинен пройти велику відстань, щоб не бути поміченим. Ямамото погрожував піти у відставку, так що його план був остаточно прийнятий у жовтні 1941 року. Це залишило мало часу для Мінору Генда, щоб підготувати експедицію, випробувати нові торпеди та навчити людей для місії.
Щоб напад мав хоч якісь шанси на успіх, він повинен бути точно визначений і здійснений у найвищій таємниці. Японські військові інженери створили спеціальні торпеди (тип 91), оснащені опереннями для їх стабілізації. Вони також виробляють бомби, здатні пробивати корпуси кораблів.
Спостереження за ситуацією на базі Перл-Гарбор, конфігурація установок і діяльністю кораблів і літаків доручено японському військово-морському офіцеру, відправленому шпигуном на Гаваї під прикриттям японського консульства, Такео Йосікава. Його присутність і діяльність не були виявлені американськими спецслужбами, за винятком повідомлення, яке він отримав із Токіо через японського консула 24 листопада, відомого як „повідомлення 83“, у якому його просили скласти план порту та баз з точними позиціями кораблів і літаків, а також надати певну кількість інформації про їх роботу. Це повідомлення було розшифровано та перекладено в жовтні американськими спецслужбами, але не було передано командуванню на Гаваях. Якби це повідомлення було передано адміралу Хасбенду Е. Кіммелу та генералу Уолтеру Шорту, вони могли б змусити посилити свої оборонні пристрої.
3 листопада адмірал Нагано детально пояснив план атаки Хірохіто. 5 листопада імператор схвалив план нападу на імперській конференції. Інформація, надана японцями на Гаваях, була вирішальною для успіху операції: наступати потрібно було в неділю, тому що американський флот не був на маневрах у вихідні, і багато екіпажів були некомплектними. Цього дня патрулів немає. Японські розвідники також надали інформацію про становище американського флоту.

### Відправлення японського флоту
4 листопада 1941 року „комбінований флот“ був зосереджений у затоці Хіто-Каппу, на південь від Курильських островів. Він складається з ударної сили з його військово-морською силою, Kidô Butai, до складу якого входять шість авіаносців (Акагі, Хірю, Кага, Шокаку, Сюрі, Зуйкаку) та понад 400 літаків: винищувачі Mitsubishi A6m (Les Zéros), Nakajima B5nn (Les Kate) та пікіруючі бомбардувальники Aichi D3a (Les val). Розвідувальний флот включає 22 підводних човнів, п'ять кишенькових підводних човнів Ко-Хайтекі, кожен з яких займається двома чоловіками та двома торпедами 450 мм та трьома легкими крейсерами. Вісім човнів постачання палива супроводжують експедицію.
26 листопада, коли два уряди ще вели переговорами, армада японського імперського флоту таємно покинула Японію. Вона прямує до архіпелагу Гаваїв з півночі, по шляху яким рідко пересуваються.
1 грудня Хірохіто схвалив війну у Великій Східній Азії на Імперській конференції та дозволив бомбардуванню Перл-Гарбор. Коли флот отримує офіційне розпорядження про атаку 2 грудня, переговори все ще продовжуються. 6 грудня флот, який знаходиться в 200 морських милях (370 км) на північ від Перл-Гарбор, отримав сигнал атаки: „Підніміться на гору Ніітака“.

### Розрив переговорів і декларація війни
Переговори між Японією та Сполученими Штатами, в листопаді 1941 року, були заблоковані напередодні нападу: японці вимагали припинення американської підтримки китайців. Державний секретар Кордел Халл вимагає відведення японських військ з Китаю. 6 грудня 1941 року Рузвельт передав телеграму імператору Хірохіто, щоб відновити переговори, що відбулися у Вашингтоні.
Того ж дня Міністерство закордонних справ Японії відправляє своїм переговорникам, та послу Кічісабуро Номура на місці у Вашингтоні документ, кодований у 14 пунктах, дипломатичний текст, що означає розрив дипломатичних відносин; Їм було доручено віддати його американському державному секретарю наступного дня о 13:00, 7:30 по гавайському часу. Але повідомлення не передається в запланований час через затримки в розшифровці цього довгого і складного тексту. Американським розвідувальним службам вдалося розшифрувати повідомлення задовго до посольства Японії: лише останній пункт меморандуму, тобто декларація війни, не могла бути розшифрована американцями. У неділю 7 грудня о 11:58 за Вашингтоном (6:28 по гавайському часі) Джордж Маршалл читає повідомлення, стурбований його вмістом, Маршалл переконаний, що напад готується. Він пересилає телеграму, щоб надати сповіщення американським базам, розташованим на Філіппінах, у Панамі, Сан-Дієго та Перл-Гарборі. Через технічні невдачі попередження надійде занадто пізно на Гаваї, через кілька годин після бомбардування. Повідомлення досягає американського посла в Японії приблизно через десять годин після нападу.

## Підготовка до битви

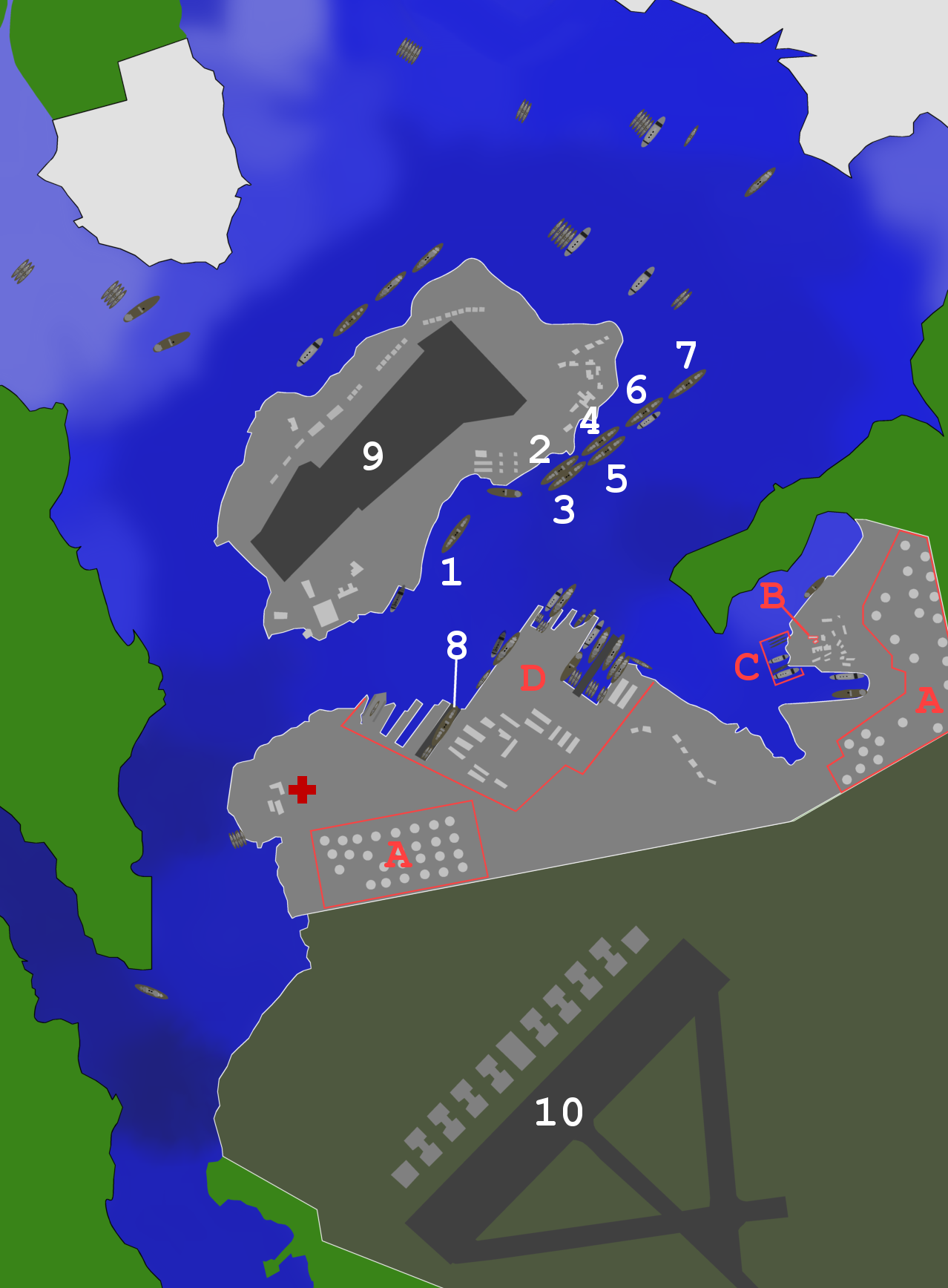
Місто
Армійська база
База флоту Атаковані цілі:
1: USS California
2: USS Maryland
3: USS Oklahoma
4: USS Tennessee
5: USS West Virginia
6: USS Arizona
7: USS Nevada
8: USS Pennsylvania
9: База флотської авіації на о.Форд
10: Аеродром Гіккам
Проігноровані японцями цілі:
A: Цистерни з паливом
B: Будівлі командування CINCPAC
C: База підводних човнів
D: Верф

26 листопада 1941 року ударне з'єднання японського імператорського флоту під командуванням віцеадмірала Тюїті Наґумо за наказом командувача флоту Ямамото Ісороку залишило базу в затоці Хітокаппу на Курильських островах і попрямувало до Перл-Гарбору. Японське з'єднання включало шість авіаносців: „Акагі“, „Хірю“, „Каґа“, „Сьокаку“, „Сорю“ і „Дзуйкаку“, на яких розміщено 414 літаків, у тому числі винищувачі, торпедоносці, пікіруючі бомбардувальники і винищувачі-бомбардувальники. Ескорт авіаносців становили 2 лінкори, 2 важких і 1 легкий крейсер і 9 есмінців (ще 2 есмінці відокремилися раніше для проведення окремої операції з обстрілу атола Мідвей). В операції проти Оаху також брали участь 20 підводних човнів, що доставили до місця атаки 5 карликових підводних човнів.
Метою нападу на Перл-Гарбор була нейтралізація тихоокеанського флоту США для того, щоб забезпечити свободу дій японській армії і флоту в південно-східній Азії.

## Атака
Ісороку Ямамото та інші генерали планували трихвилеву атаку, але віце-адмірал Тюїті Наґумо вирішив залишити лише дві. Загальна кількість літаків, що беруть участь у нападі, становила 350. 91 літак займався захистом авіаносців та суден.
Саме в ніч від 6 по 7 грудня операції почалися масово, світанок дозволив зменшити заходи безпеки, щоб уникнути ідентифікації, і тим самим прискорити швидкість прогресування.
Атака на Малайзію 8 грудня відбувається одночасно, оскільки з іншого боку лінії зміни дати.

### Розвідувальні місії
Близько опівночі підводні човни запустили п'ять карликових підводних човнів, які вирушили на острів Оаху.
О 3:58 ранку тральщик USS Condor вказав на наявність підводного човна в гавані есмінцю USS Ward. Потім останній почав шукати його без успіху: зловмисник швидко зник. Адміралтейство Перл-Гарбор не давало тривоги USS Ward. О 6:37 ранку USS Ward помітив ще один підводний човен, який відповідав за інформування японського флоту та знищив його.

### Перша хвиля
Саме від 6:00 до 7:15 ранку перша хвиля з 183 літаків на чолі з капітаном фрегата Міцуо Фучіда прилетіла до Перл-Гарбор. Вона включала:
- 40 торпедоносців Nakajima B5N2;
- 49 бомбардувальників B5N2 Kate;
- 51 пікіруючих бомбардувальників Aichi D3A1 Val;
- 43 бойових літаків Mitsubishi A6M2 Zéro.

Їх присутність була виявлена о 7:00 двома американськими солдатами (Джордж Елліот-молодший та Джозеф Локард) на станції Opana Point (радар SCR-270, розташований поблизу північної точки Оаху). Останніх не сприйняв серйозно новий офіцер, лейтенант Керміт А. Тайлер, переконаний, що це шість бомбардувальників В-17, які прибули з Каліфорнії, і, як очікується, заправляться перед тим, як дістатися до кінцевого пункту призначення Кларка Філда на Філіппінських островах.
Близько 7:30 ранку, перший японський літак зробив розвідку в околицях і дав сигнал: „Перл-Гарбор спить“.
Перші літаки пролетіли над американською базою о 7:40 ранку. Літаки торпедоносці летіли на низькій висоті і походили з різних напрямків. Бомбардувальники летіли на великій висоті.
О 7:53 ранку перші японські бомби були скинуті, а літаки виступили в атакувальному формуванні. Контр-адмірал Патрік Беллінгер подав сигнал тривоги.
П'ять підводних човнів Ко-Хотекі торпедували американські човни після початку бомбардування. З десяти чоловіків на борту підводних човнів дев'ять загинули; єдиний вцілілий, Кацуо Сакамакі, був захоплений і став першим японським військовим полоненим, захопленим американцями під час Другої світової війни. Дослідження Американського військово-морського інституту, проведеного в 1999 році, свідчить про те, що торпеда попала в USS West Virginia, який став першою мішенню японської атаки.
Цю першу атаку провели шість підрозділів, один з яких мав за ціль Військову пошту Wheeler Field. Японці використали перші моменти здивування, щоб бомбардувати найважливіші кораблі, особливо на схід від гавані. Кожна з повітряних атак розпочиналася з бомбардувальників і закінчувалася бойовими підрозділами, щоб протистояти можливим переслідуванням. Перша атака була на правий фланг ворога.

### Друга хвиля
171 літак повинен був взяти участь у другій атаці, але на мосту залишилися два D3A1 через механічні неприємності та три інших літаки (один D3A1 та два Zéro) повинні були повернутися, з тих же причин. Жоден торпедоносець не використовувався, оскільки вони вважалися занадто вразливими до DCA вже в бойовій готовності. О 8:30 ранку, друга ударна сила 167 літаків атакувала лівий фланг. Вона включала:
- 54 горизонтальних бомбардувальників B5N2 KATE;
- 78 пікірувальних бомбардувальників D3A1 Val;
- 35 винищувачів A6M2 Zéro.

Її очолював лейтенант-командувач Шигеказу Шимазакі. Вона була розділена на чотири підрозділи, один з яких був запущений на базу Кнехое, на схід від Перл-Гарбор. Різні формування прибули майже одночасно на місце з декількох напрямків.
Під час другої хвилі карликовий підводний човен з поверхні був взятий за ціль Curtiss і потоплений есмінцем USS Monaghan. Друга хвиля закінчилася о 9:45. Після нападу літаки пролетіли над місцем, щоб вивчити пошкодження та звітувати. B5N2 Фучіди, мабуть, був останнім, хто пролетів. Він зробив багато фотографій і контролював повернення літаків до японських авіаносців.

### Американський захист
Люди, які були на борту американських кораблів, були розбуджені вибухами. Відоме повідомлення «Air raid Pearl Harbor. This is not a drill» («Повітряна атака на Перл-Гарбор. Це не тренування») було вимовлене командиром Логаном Рамзі о 7:58 ранку, через п'ять хвилин після перших бомб. Адмірал Хазбенд Кіммель Альдера попередив Вашингтон через деякий час.
Незважаючи на відсутність підготовки та сцени паніки, кілька солдатів вирізнилися під час бою. Адмірал Ісаак К. Кідд та капітан Франклін Ван Валкенбург кинулися до мосту USS Аризона, щоб організувати захист і були вбиті вибухом сусіднього депо зброї. Двох чоловіків посмертно вшанували медаллю Пошани. Лейтенант судна Джо Тассик, молодший, очолив анти-повітряну артилерію USS Nevada і отримав серйозні поранення, але продовжував служити на своїй посади. Через відсутність командира USS Невади, командир-лейтенант Ф. Дж. Томас взяв командування під час нападу, забезпечив обладнання та маневрування, поки судно не потонуло, о 9:10. Один із есмінців, USS Aylwin, зробив те ж саме лише з чотирма офіцерами на борту, лейтенантами флоту, які мали невеликий досвід у морі. Капітан Мервін Бенніон, командир USS West Virginia, керував своїм екіпажем, поки його не вбило фрагментами бомб. Перші жертви повітряної атаки були на підводному човні USS Tautog, який також потопив першу японську субмарину. Афро-американець Доріс «Дорі» Міллер, який служив кухарем на USS West Virginia, взяв під контроль зенітний кулемет і використовував його для стрільби по японським літакам: він попав в щонайменше один, поки його корабель бомбардувався. Він отримав хрест ВМС (Navy Cross) після битви. Чотирнадцять моряків та офіцерів також були нагороджені медаллю Честі. Спеціальна військова нагорода, Pearl Harbor Commemorative Medal, була згодом присуджена всім ветеранам нападу. На небі єдина важлива опозиція походила з жменьки Curtiss P-36 Hawk і Curtiss P-40 Warhawk, які зробили двадцять п'ять вильотів та зенітної оборони. Літаки злетіли, щоб спробувати виявити японський флот, даремно.

### Третя хвиля невдала
Деякі офіцери натиснули на адмірала Наґумо, щоб розпочати третю атаку, щоб знищити резервуари з паливом та інфраструктуру Перл-Гарбор. Деякі історики припускають, що знищення резервів палива та обладнання для ремонту сильно послабило б тихоокеанський флот, набагато більше, ніж втрата лінійних кораблів. Однак Наґумо вирішив відмовитись від третьої атаки з кількох причин: по-перше, захисні засоби протиповітряних апаратів були більш успішними під час другої хвилі та заподіяли 2/3 японських пошкоджень. Ефект сюрпризу зник, і третя хвиля, ймовірно, збільшила втрати японців. Тоді підготовка третьої атаки зайняла б занадто багато часу, залишивши американцям можливість нападу на сили Наґумо, розташовані менше 400 км на північ від Оаху. Армада могла швидко бути локалізована та стати ціллю для підводних човнів противника. Крім того, японці все ще ігнорували положення американських авіаносців і досягли межі своїх логістичних можливостей: залишатися більш тривало було пов'язаним зі збільшенням ризику відсутності палива. Друга хвиля досягла початкової мети місії, а саме нейтралізації американського флоту Тихого океану. Ми пам'ятаємо, що японська влада була неохоча до цієї операції, саме тому експедиція повинна була зупинитися на цьому. Тому настав час виїхати, тим більше, що в Японії були інші стратегічні цілі в Південно-Східній Азії.

## Засоби ураження
Для несподіваної атаки на Перл-Гарбор японці використали торпеди та бомби, деякі з яких були спеціально розроблені для штурму. До грудня 1941 року японці вдосконалили свою торпеду «Тип 91» до модифікації 2, щоб зробити її надзвичайно надійною. Але мілководдя Перл-Гарбора завглибшки 45 футів (14 метрів) створювало проблему: якщо скинути торпеду, вона зазвичай занурювалася щонайменше на 90 футів (28,5 м), перш ніж піднятися на глибину атаки. Після тривалих випробувань японці прикріпили дерев'яні хвостові кілі та наділи дерев'яні чохли на бічні стабілізатори торпеди. Обидва доповнення, які збільшували площу поверхні, додавали плавучості та відривалися при зіткненні з водою, виявилися вирішальними. Торпедоносці координували свій штурм з літаками, які несли протикорабельні бомби «Тип 99», які були переробленими артилерійськими снарядами. Під час падіння з висоти обтічні снаряди могли пробивати сталеву броню, проникати крізь палубу корабля та вибухати. Одна з таких бомб й спричинила потужний смертельний вибух на борту USS Arizona. Для нанесення ударів по цілям, розташованим далі вглиб країни, пікіруючі бомбардувальники несли бомби загального призначення «Тип 98».

## Підсумки атаки

### Американська сторона
Жертвами нападу були великі: 2403 американці загинули, 1178 отримали поранення. Загиблі розподіляються таким чином:
- Армія США: 218 загиблих і 364 поранених;
- ВМС США: 2008 загиблих і 710 поранених;
- Корпус морської піхоти США: 109 загиблих і 69 поранених;
- Цивільне населення: 68 загиблих і 35 поранених, убитих або поранених внаслідок падіння бомб або осколків бомб на цивільні території аж до Гонолулу.

Майже половина втрат американців, 1177 чоловік, були спричинені вибухом і затопленням USS Arizona. Він вибухнув через 406-мм морський снаряд, модифікований так, щоб його можна було використовувати як 800-кілограмову бомбу, скинуту Тадаші Кусумі. Бомба влучила в корабель у передню 356-мм вежу. Палубна броня, тонша в цьому місці, була пробита бомбою, яка зупинилася в боєприпасному відсіку і вибухнула там. Корпус USS Arizona тепер служить пам'ятником. Він також продовжує втрачати трохи палива, понад 70 років після атаки.
Ціллю атаки були лінкори, що стояли в гавані:
- USS Nevada був пошкоджений торпедою та вогнем; він був мішенню для численних японських бомб, коли намагався уникнути занурення в каналі та в результаті вдарився передньою частиною об дно гавані[35]. Згодом він був знову спущений на воду;
- USS California був вражений двома бомбами і двома торпедами. Екіпажу було наказано евакуюватись з корабля. Згодом він був знову спущений на воду;
- USS Utah, ця колишня модель лінкора, використовувалася як мобільна ціль для бомбардування. Це була легка мішень і двічі була вражена торпедами.
- USS Oklahoma був уражений п'ятьма торпедами і перекинувся;
- USS Maryland був уражений двома модифікованими 406-мм морськими снарядами без серйозних пошкоджень;
- USS Pennsylvania був уражений 250-кілограмовою бомбою під час другої хвилі атаки, перебуваючи в сухому доку, не зазнавши серйозних пошкоджень;
- USS West Virginia було вражено 7 торпедами (остання відірвала кермо) і 2 800-кілограмовими бомбами. Згодом він був знову спущений на воду;
- В USS Tennessee влучили дві несправні 800-кілограмові бомби, завдавши лише незначних ушкоджень.

Хоча японці зосередили вогонь на лінійних кораблях, вони не шкодували й інші цілі. Легкий крейсер USS Helena був торпедований і від удару перекинувся мінний загороджувач USS Oglala, що знаходився поруч. Два есмінці в сухому доці були знищені, коли в паливні баки влучили бомби. Вогонь перекинувся на інші кораблі. Легкий крейсер USS Raleigh був уражений торпедою, яка відкрила пролом. Легкий крейсер USS Honolulu був пошкоджений, але залишився в строю. Есмінець USS Cassin перекинувся, а есмінець USS Downes отримав серйозні пошкодження. Ремонтний катер USS Vestal, який стояв поруч із «Арізоною» (тоді горів), був охоплений полум'ям, яке спустошило останній і, у свою чергу, затонув. Корабель постачання USS Curtiss також отримав пошкодження.
Майже всі 188 літаків, які дислокувалися на Гаваях, були знищені або пошкоджені. Коли японці пролетіли над американськими аеродромами, вони виявили 155 літаків, припаркованих крило до крила, щоб уникнути диверсій (40 % населення острова Оаху були американо-японцями), але таким чином були ідеальними цілями. Під час нападу на казарми загинули пілоти та інший персонал. Дружній вогонь збив кілька американських літаків.
Морська авіація втратила 13 винищувачів, 67 бомбардувальників, три транспортні літаки і чотири літаючі фортеці, крім половини бойових літаків, які виявилися приземленими через те, що вони були розташовані крило до крила, що не дозволяло їм швидко злетіти. Серйозно постраждала і армійська авіація: 12 B-18, 20 A-9, 2 A-20, 4 P-26, 20 P-36 і 32 P-4066.

### В японському таборі
З японської сторони людські втрати були набагато меншими: 64 мертві (авіатори та дев'ять підводників); Лейтенант флоту Кацуо Самакі був захоплений, перший японський військовополонений конфлікту. Задній кулеметник, майстер Тошіо Онші, стрибнув зі свого B5N2 охопленого полум'ям без парашута; його знайшли живим, але потім він загинув від поранень.. Лейтенант судна Фуша Ліда, командир винищувача Сорю, направив свій літак, що втрачав бензин, на ангар, але не попав в свою ціль. Перший майстер Шигенорі Нішікікі, Zéro якого також був занадто пошкоджений, щоб повернутися, приземлився на острові Нііхау, але був убитий 13 грудня.
Втрати техніки також були невеликі: п'ять карликових підводних човнів були затоплені або захоплені, а 10 грудня затонув підводний човен (I-70 з 121 членами екіпажу був знищений літаками USS Enterprise). З 441 наявних японських літаків 350 взяли участь у нападі, а 29 були збиті під час битви, дев'ять під час першої хвилі, двадцять у другій. 74 інші постраждали від протиповітряної оборони та наземної артилерії. Незабаром після того, як японська ескадра повернулася, японці також втратили 30-й літак, коли Zéro другого майстра Муненага Номура розбився, не змігши приземлитися на Сорю після повернення з розвідувальної місії.
Сміливий план Ямамото та Генди досяг своїх цілей.

### Відносний успіх
Однак японська Армада повернулася без знищення жодного американського авіаносця, оскільки вони не були в Перл-Гарбор. USS Enterprise повернувся до порту і на початку нападу був на відстані 300 км (шість із вісімнадцяти SBD Dauntless, які піднялися з його борту о 6:20 ранку в напрямку Гаваїв, були знищені), USS Lexington доставив літаки до Мідвею та USS Saratoga був в Сан-Дієго, що розпочали посадку своєї повітряної групи після періоду технічного обслуговування та ремонту. З іншого боку, майже всі уражені кораблі були старими; 80 % з них були реабілітовані та модернізовані після атаки. Есмінці Cassin et Downes були серйозно пошкоджені, але їхні машини були врятовані, і вони обладнали інші кораблі, що носять їх первісну назву. Найсерйознішими матеріальними втратами були 155 літаків та матеріальні пошкодження на базі.
Нарешті, японська атака на Перл-Гарбор мала геніальний тактичний успіх, але невдача з стратегічної точки зору. Незважаючи на втрати, база залишалася функціональною (порт, доріжки, паливні резервуари та майстерні з ремонту не були зруйновані чи незначно зруйновані). Ямамото сказав: «Я боюся, що все, що нам вдалося зробити, — це пробудити сплячого гіганта і наповнити його жахливою рішучістю.»
Змушені боротися без лінкорів, згодом американські ВМС розробили нову військово-морську тактику на основі робочих груп, що поєднують авіаносці та підводні човни, приймаючи японську стратегію, що використовувалася в Перл-Гарбор. Ці нові методи дали можливість гальмувати японське просування у 1942 році, період, який адмірал Ямамото, за оцінками, надав Японії до того, як багаторазовий промисловий потенціал Сполучених Штатів дав їм перевагу. Парадоксально, але японська військово-морська доктрина продовжувала вважати лінійні кораблі як найважливіші кораблі в цей час.

## Перебіг битви
Уранці 7 грудня літаки з японських авіаносців завдали ударів по аеродромах на острові Оаху та по кораблях, що стояли на якорі в гавані Перл-Гарбор. Потопили 4 лінкори, 2 есмінці, 1 мінний загороджувач. Ще 4 лінкори, 3 легких крейсери й 1 есмінець дістали значні пошкодження. 188 літаків американської авіації знищено, а ще 159 значно пошкоджено. Американці втратили 2403 людини вбитими (з них 1102 — на борту підірваного лінкора «Аризона») і 1178 — пораненими. Японці втратили 29 літаків, ще 74 пошкоджено. Потоплено 4 малі підводні човни та один малий підводний човен некеровано викинувся на берег (чотири з п'яти підводних човнів знайдено). Людські втрати становили 64 людини загиблими (55 льотчиків, 9 підводників). Одна людина потрапила в полон (лейтенант Сакамакі). Він доплив до берега після того, як його малий підводний човен наскочив на риф.

Перша шпальта газети «СВОБОДА» про напад японців на Перл-Гарбор

З погляду швидкого ефекту, напад на Перл-Гарбор обернувся успіхом для Японії, який перевершив усі сподівання тих, хто планував операцію. Нейтралізація тихоокеанського флоту США на 6 місяців дозволила Японії захопити більшу частину Південно-Східної Азії, включаючи Гонконг, Бірму, Голландську Ост-Індію, Сингапур та Філіппіни. Однак відмова США від перемир'я й неможливість отримати допомогу від союзників зрештою призвели до поразки Японії. З усіх потоплених американських кораблів не вдалося відновити тільки 4 — лінкори «Арізона» (підірвано) і «Оклахома» (перевернувся) та 2 есмінці. Інші кораблі відремонтували, зокрема лінкори «Каліфорнія» (потоплений), «Теннессі», «Західна Вірджинія» (потоплений), «Меріленд», «Невада» й «Пенсильванія». Не пошкоджено жоден з трьох авіаносців США — їх на той час не було в Перл-Гарборі. Із 22 японських кораблів, які брали участь у нападі на Перл-Гарбор, до кінця війни залишився тільки один.

## Наслідки
8 грудня Франклін Рузвельт виступив на об'єднаному засіданні обох палат Конгресу. Він попередив американців: Японія — не єдиний ворог. І додав: «Ми маємо намір покінчити з загрозою з боку Японії. Але ми мало чого цим доб'ємося, коли решта світу перебуватиме під п'ятою Гітлера та Муссоліні». Президент отримав майже одноголосну підтримку щодо оголошення війни Японії. Відповідну декларацію з чорною пов'язкою на рукаві (на знак трауру за загиблими у Перл-Гарборі) він підписав о 16:10 за місцевим часом. Того ж дня війну Японії оголосила Велика Британія. Не забарилися із кроком у відповідь Німеччина та Італія, оголосивши США війну 11 грудня. Румунія, Угорщина та Болгарія зробили це 13 грудня.

## Наслідки і вплив події

### Вступ Америки у війну
Після японського нападу на американську військово-морську базу президент Рузвельт залучив свою країну у Другу світову війну разом із союзниками. Японці зробили офіційну декларацію війни, але через різні невдачі вона була представлена лише після нападу.
8 грудня 1941 року президент Рузвельт сказав:
«Вчора, 7 грудня 1941 р.-дата, яка назавжди залишиться в історії як день ганьби — Сполучені Штати Америки зазнали нападу військово-морських та повітряних сил Японської імперії. Сполучені Штати були в мирі з Японією і навіть на прохання цієї країни вели переговори з урядом та імператором щодо умов підтримки миру в Тихому океані. Більше того, через годину після того, як японські армії почали бомбардувати Оаху, представник посольства Японії в США відповів державному секретаріату офіційно на недавнє американське повідомлення. Ця відповідь, здавалося, доводила продовження дипломатичних переговорів, вона не містила загрози чи оголошення війни […]. Я попросив […], щоб Конгрес заявив, що після нападу Японії в неділю, 7 грудня, держава в стані війни проти Японії.»
Конгрес США оголосив війну в Японії майже одноголосно; тільки пацифістка Жанетта Ранкін (республіканський депутат з штату Монтана) виступила проти цього рішення. Рузвельт підписав декларацію того ж дня. З законом про призов від 20 грудня 1941 року мобілізація розширилася на всіх американців між 20 та 40 роками. 22 грудня 1941 року розпочалася конференцію Аркадія, під час якої Черчілль і Рузвельт вирішили об'єднати свої сили проти нацистської Німеччини. Декларація Організації Об'єднаних Націй від 1 січня 1942 р. передбачала створення ООН. Нарешті, країна повинна була перетворити свою економіку для задоволення потреб війни, процес, який розпочався 6 січня 1942 року з оголошенням «Програми перемоги». Вступ Сполучених Штатів до війни визначив перелом у глобалізації конфлікту.
Наступного дня, 9 грудня, Сполучене Королівство оголосило війну Японії, а Вінстон Черчілль пізніше напише у своїх спогадах:
"Жоден американець не розсердиться на мене, що я відчув найбільшу радість бачити Сполучені Штати на нашій стороні. Я не міг передбачити прогрес подій. Я не претендую на те, що точно виміряв воєнну силу Японії, але я зрозумів, що з цього моменту Велика американська республіка була у війні, до шиї насмерть. Тож ми перемогли, нарешті ! ""

### Реакція Японії і її союзників
У наступні години Великобританія (та її колоніальна імперія, Канада, Австралія, Південна Африка) вступили у війну проти Японії.
Нацистська Німеччина та фашистська Італія оголосила війну США 11 грудня 1941 року, через чотири дні після нападу на Перл-Гарбор. Згідно тристороннього пакту, Гітлер та Муссоліні не були зобов'язані оголошувати війну. Однак відносини між країнами осі та Вашингтоном погіршилися з 1937 року.
Опоненти New Deal de Roosevelt, включаючи Chicago Tribune, оприлюднили американський план війни для Європи. Гітлер вважав, що конфлікт зі Сполученими Штатами неминучий. Це почуття було підкріплено публікацією американського плану, нападом Перл-Гарбор та промовою Рузвельта. Він також недооцінив продуктивну силу Сполучених Штатів, їх здатність боротися на двох фронтах одночасно (в Європі та в Тихому океані) та наслідками оренди на своїх опонентів. Нацисти очікували, що після декларації війни проти США Японія буде більше залучатись проти СРСР (з якою вона була в мирі з моменту укладення японо-радянського договору від 13 квітня 1941 р.)та європейських володінь в Азії. Однак китайський фронт та південний театр операцій переповнили більшість сил Японської імперії.
У години після нападу на Перл-Гарбор японці напали на різні британські та американські колонії та військові бази в Азії та Тихому океані: Малайзія, Гонконг, Гуам та Уейк. Незабаром після подій Перл-Гарбор, бомбардувальники 11-го японського повітряного флоту напали на 7-мий флот американських ВПС, що базуються на Філіппінах, та британську силу «Z», які відкрили шлях до захоплення перших двох цілей. 16 грудня японські сили контролювали північ від острова Борнео, Гонконг капітулював 25 грудня, а Сінгапур впав у січні 1942 року.

### Подія через призму бачення японців
Незважаючи на те, що антиамериканська пропаганда підготувала японську громадську думку до війни проти США, здається, що більшість японців були здивовані, коли вони дізналися новини: напад справді здійснювався у найбільшій таємниці. Він був представлений і відчувтий як проект, і в кінцевому підсумку згуртував скептиків перед війною. Для генерального штабу та японського уряду напад на Перл-Гарбор був просто відповіддю на агресивну політику Вашингтона. Вони вважали, що союзники, і особливо США, давно збільшують провокації щодо японців. Крім того, напад на Перл-Гарбор не буде зрадою, оскільки Вашингтон давно готувався до війни. Навіть сьогодні ряд японців вважають, що їх країну підштовхнули до боротьби за захист національної безпеки та їх інтересів. У 1991 році міністр закордонних справ Японії згадував, що Японія повідомила про декларацію війни о 13:00 (14-пунктне повідомлення), Вашингтон, за 25 хвилин до нападу на Перл-Гарбор.

### Антияпонські настрої в США
Фотографії будівель у вогні та руйнування Перл-Гарбор підняли хвилю емоцій в усьому світі. Японська атака гальванізувала американську націю і об'єднала її для досягнення мети: примусити капітулювати Японську імперію. Пацифістський комітет America First саморозпустився, і політичні супротивники Рузвельта тимчасово припинили свої напади. Почуття зради та страх перед саботажем чи шпигунством змусило підозрювати японців, що живуть на американській землі та американців японського походження. Генерал Джон де Вітт та секретар ВМС Франк Нокс нагадали про існування п'ятої колони на американській землі.
У дні після нападу розповсюджувались кілька чуток: японські робітники острова зрізали поля цукрової тростини, щоб утворити стрілки, що вказують на шлях до Перл-Харбор. Інші чутки стосуються президента Рузвельта та Маршалла, які, як кажуть, знали про напад. Нарешті, страх перед японською висадкою після нападу додав елемент плутанини, яка панувала на Гаваях.
Саме в цьому контексті 110 000 японських та американських громадян японського походження були зібрані та контрольовані в таборах інтернації (War Relocation Centers). Виконавчий наказ 9066 19 лютого 1942 р. було підписано Рузвельтом і стосувався заходу країни, де зосереджено японське населення; табори були відкриті в ізольованих регіонах Вашингтона, Каліфорнії та Орегона. Однак японці Гавайських островів не були інтернованими, оскільки армія та ВМС потребували людського ресурсу. Американці японського походження були включені в американську армію, особливо в 442-й Regimental Combat Team, яка воювала в Європі з 1943 року і зазнала великих втрат. У 1988 році Конгрес офіційно вибачився за ці довільні арешти, проголосувавши закон, який компенсував ще живі жертви.
Перл-Гарбор також може пояснити рішучість Сполучених Штатів провести атомні вибухи Хіросіми та Нагасакі.

### Значення
Напад Перл-Гарбор досі американці все ще вважають однією з найважливіших подій у їхній історії: це справді вперше після війни 1812 року на американську територію напала іноземна країна. Шістдесят років потому журналісти та політичні діячі порівняли напади 11 вересня 2001 року з нападом 7 грудня 1941.
Багато японських та американських фільмів розповідають про цей епізод Другої світової війни. «Поки були чоловіки», вироблений в 1953 році Фредом Зіннеманном, розповідає про життя військових у Перл-Гарбор. Фільм «Тора! Тора! Тора!» Річарда Флейшера у 1970 році дає досить реалістичний опис подій, приймаючи як американські, так і японські погляди. Фільм зокрема документує довгий перелік помилок та аварій, які зробили цю атаку такою руйнівною для американських сил. Заголовок повторює слово тора, що означає «тигр». Це радіо-повідомлення, надіслане Міцуо Фучідою, командиром місії. Фільм «1941», режисера Стівена Спілберга, вийшов у 1979 році, зображує панічний клімат після нападу. У «Німіці, повернення до пекла» Дона Тейлора (1980), ядерний авіаносець подорожує в часі і опиняється в Перл-Гарбор, за день до нападу, з можливістю змінити історію. «Перл-Гарбор» (2001) Майкла Бея повторює сцени від «Тора! Тора! Тора!» як у кухонній машині.

## Дискусійна подія
Напад Перл-Гарбор був предметом численних суперечок, після події: у період з грудня 1941 р. по липень 1946 р. сім адміністративних комісій та спеціальна комісія досліджували його для встановлення відповідальності та недбалості.

### Розслідувальні комісії
Перша комісія під керівництвом Оуена Робертса була сформована в грудні 1941 року і зробила свої висновки у Конгресі Сполучених Штатів у січні 1942 року. Вона звинуватила офіцерів на базі (Вальтера Шорта та Хасбенда Кіммеля) у порушенні їх обов'язку, зокрема захисту Перл-Гарбор; двох чоловіків відсторонили. Однак Сенат Сполучених Штатів проголосував за їх реабілітацію в травні 1999 року (не підписав ні Клінтон, ні Буш).

### Недбалість і американські помилки
Напад японців на Перл-Гарбор спричинив величезний шок у громадській думці, на чолі армії та держави. Журналісти та політики швидко поставили питання про відповідальність. Здавалося, очевидно, що було допущено кілька помилок: все одно було потрібно визначити, чи були вони навмисними чи ні. Кілька збоїв накопичилися та сприяли катастрофі: вхід до гавані не був захищений антиторпедними сітками; Кораблі, стояли поряд за наказом адмірала Клода К. Блоха через відсутність місця, були ідеальними цілями; солдати вважали під час перших вибухів, що це навчання, думаючи, що літаки походять з Каліфорнії.
Шорт вважав, що найбільш безпосередня небезпека для аеродромів була диверсійною, і тому наказав, щоб літаки були зосереджені в місцях легких для нагляду, що сприяло їх руйнуванню повітряною атакою. Шорт не вірив у ефективність радарів, відносно нового винаходу. Команда з питань радіолокаційного спостереження не була замінена після 7 ранку, оскільки жоден патруль не був у неділю вранці. Різні військові установки не були замасковані. Криптаналіз секретних кодів (код 97 фіолетових машин) повинен був допомогти Перл-Гарборr, але японці практикували контрформацію, і вони не передавались вчасно (Джордж Маршалл віддав перевагу телеграфу перед телефоном, який він думав, що японці прослуховують), тим більше, що на Гаваях не було декодера. Нарешті, відмінності між Шортом та Кіммелем були однією з причин відсутності координації та дисфункцій у захисній системі Перл-Гарбор.

### Одкровення подвійного агента
Багато ознак і попереджень не були почуті і зрозумілі. За чотири місяці до нападу сербський шпигун Душан Попов, як і Річард Сордж, повідомляє британців, а потім американські таємні служби про японські наміри. Новини з Paramount з 13 листопада 1941 року показали, що напад може відбутися на Перл-Гарбор.
У книзі, опублікованій у 2011 році, „Як Рузвельт привів Сполучені Штати у війну“, Арно Блін вказує, що подвійний агент Душан Попов розкрив анкету британських секретних служб (MI5), що японські адмірали вимагали в Abweher детальне дослідження з бомбардувань RAF італійського флоту в порту Таранто 11 та 12 листопада 1940 р. Незважаючи на те, що директор ФБР Дж. Едгар Гувер прийняв шпигуна Попова 12 серпня 1941 року у своєму кабінеті, він лише передав зразок анкети до Білого дому.
Адмірал Гарольд Рейнсфорд Старк, керівник американських військово-морських операцій, надіслав сповіщення до командира флотів Східної Азії та Тихоокеанського на Гаваї. Американський генеральний штаб побоювався японського нападу, але він не очікував, що він буде у Перл-Гарбор, маючи сліпу впевненість у ізоляції острова, за кілька тисяч кілометрів від Японії. Старк був переконаний, що напад відбудеться на Філіппінах чи Сінгапурі, що не становило casus belli, згідно з деклараціями Рузвельта.
Тому Блін переконаний, що здивування Рузвельта було дуже реальним, коли Нокс повідомив його про напад.
7 грудня 1941 року, коли він дізнався, що на Перл-Гарбор напали, він вигукнув, не вірячи:
„Мій Бог, це не може бути правдою. Це, безумовно, Філіппіни!“
Природні захисні сили Перл-Гарбор, здавалося, ефективно захищали її. Американці побоювалися більше акту диверсій чи висадки, а не повітряної атаки, яку вони вважали неможливою. Передані загрози не сприймалися серйозно.

### Притягнення до діла президента Рузвельта
Дуже суперечлива теза стверджує, що Рузвельт знав про напад і що він дозволив йому статися, щоб викликати обурення населення та привести свою країну у війну. Ця теорія вперше була висунута офіцерами, звільненими комісіями розслідування: Кіммель заявив, що він є жертвою змови, спрямованої на приховування відповідальності уряду та генерального штабу. Він поширював цю ідею у своїх «Спогадах», опублікованих в 1955 році. Контр-адмірал Роберт Альфред Теобальд, який командував есмінцями в Перл-Гарбор, написав у творі, перекладеному на французьку мову:
"Наш головний висновок полягає в тому, що президент Рузвельт змусив Японію вести війну, постійно здійснюючи дипломатичний та економічний тиск на неї, і заохочував її відкривати бойові дії несподіваною атакою, зберігаючи Тихоокеанський флот у Гавайських водах як приманку. ""
Цю тезу взяли суперники Рузвельта та його зовнішньої політики. Недбалість була використана республіканцями для дискредитації демократичного табору після 1945рр.
Факти, цитовані на підтримку цієї гіпотези, зокрема, є передбачувана відсутність трьох авіаносців у маневрі в день нападу, і які, таким чином, не були атаковані, той факт, що багато попереджувальних повідомлень були ігноровані і, нарешті, місцеві недбальства. Деякі підозрюють, що уряд США зробив усе, щоб не отримати Декларацію японської війни до бомбардування. Прихильники цієї тези переконані, що Рузвельт підштовхнув японців до війни протягом 1930-х років, щоб переконати американський народ, головним чином ізоляціоністський та прихильник нейтралітету.
Однак важко уявити, що Рузвельт дозволив знищити стільки морських кораблів лише для того, щоб залучити свою країну у війні. Дійсно, тактична цінність авіаносців була невідомою в 1941 році, навіть якщо, очевидно, враховуючи інвестиції, японці та американці покладали надії на цей новий морський підрозділ. Це все-таки лінійний корабель був головним кораблем у військовому флоті, і навіть адмірал Ямамото передбачав остаточне протистояння між двома країнами у вигляді битви між лінкорами. Отже, будь-який офіцер, який був в курсі нападу, зробив би все, щоб захистити лінійні кораблі, які потім залишили б офшор, жертвуючи авіаносцями. Цей вибір був би логічним для влади ВМС та парадоксально шкідливішим для американців у продовженні війни. Адмірал Честер Німіц провів аналогічний аналіз у 1945 році:
«Якби адмірал Хазбенд Кіммель, командир американських сил у Перл-Гарбор, заздалегідь отримав звістку про напад, він змусив би всі наші сили зустріти японців. У нас не було жодного авіаносця, здатного протистояти авіаносцям адмірала Наґумо, і японці затопили б кожен наш човен у відкритому морі. Ми втратили б 60 000 чоловіків і майже тотальність нашого Тихоокеанського флоту.»
Що стосується повідомлення про тривогу, то воно прибуло занадто пізно в Перл-Гарбор через різницю в часі, дня (у неділю), невмілість та технічні проблеми. Крім того, американські спецслужби працювали окремо і часто були некомпетентними. Якщо більшість таємних повідомлень противника були розшифровані, повідомлення японського флоту часто залишалися загадковими. Крім того, японські спецслужби практикували гру дезінформації.
Отже, ніщо не дозволяє сказати, що Рузвельт знав про напад на Перл-Гарбор, хоча він майже напевно накопичив дії всупереч нейтралітету в 1930-х роках. Однак економічні санкції були спрямовані перш за все проти німців, а Рузвельт дав пріоритет європейському театру операцій, як показала, наприклад, конференція Аркадія, і війна проти Японії ніколи не була її абсолютним пріоритетом.
Якщо Рузвельт та його оточення знали про ризики війни, спричинені політикою підтримки Великобританії, СРСР та Китаю, немає жодних ознак того, що вони хотіли нападу на Перл-Гарбор. Катастрофа була спровокована ретельною підготовкою японців, низкою місцевих недбальств та обставинами, особливо несприятливими для американців.
Нарешті вони не могли бути певними німецьких та італійських реакцій. Саме Гітлер і Муссоліні через гру альянсів оголосили війну в США кілька днів після декларації американців війни Японії і вплутали США в конфлікт в Європі і Північній Африці.